# 渡邊茜
渡邊 茜（わたなべ あかね、1991年8月13日 - ）は、日本の元ハンマー投選手。広島県出身。砂谷中、東大阪大敬愛高、九州共立大学を卒業し、丸和運輸機関に所属していた。高校の同期には短・中距離走選手の新宮美歩や短距離走・ハードル選手の三木汐莉がいた。
2016年と2019年から2021年の4度日本選手権で優勝した。また、2015年と2019年のアジア選手権大会ではともに3位となり、銅メダルを獲得した。2018年のアジア競技大会に出場し4位となった。
2021年10月に引退した。